# Cunonia capensis
Cunonia capensis är en tvåhjärtbladig växtart som beskrevs av Carl von Linné. Cunonia capensis ingår i släktet Cunonia och familjen Cunoniaceae. Inga underarter finns listade i Catalogue of Life.